# 치카노 리나

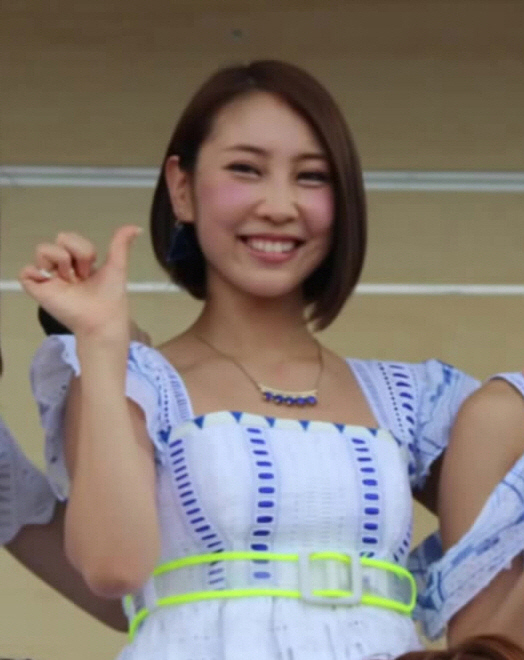

치카노 리나(近野 莉菜, 1993년 4월 23일 - )는 여성 아이돌 그룹 전 JKT48 팀KIII 최연장자이다.
AKB48 연구생 오디션에서 뽑힌 5기생 중 한 명이다. 2009년 1월 30일 이토 컴퍼니 이적.2018년 11월 30일
이토 컴퍼니와 계약을 종료하고 현재 연예계를 은퇴했다

## 참가 유닛곡
히마와리조 2nd 무대 '꿈을 죽게 할 수 없어'공연
1. 기억의 딜레마
코하라 하루카와 같이 마스다 유카의 스탠바이.

팀A 4th 스테이지 '지금 연애중'리바이벌 공연
1. 순애의 크레센도
미네기시 미나미 대역으로 출연.

팀A 5th Stage '연애금지조약'공연
1. 연애금지조약
휴연 멤버의 대역